# Kontroll (TV-program)
Den här artikeln handlar om TV-programmet Kontroll. Se även Kontroll (film) och kontrollgrupp.
Kontroll var ett TV-program producerat av Nordisk Film för Sveriges Television, som ursprungligen sändes mellan 15 mars 2004-19 december 2005. Kontroll blev SVT:s första TV-program som helt tillägnas dator- och TV-spel. Programledare var Alexander Hammarlöf under 2004 och Susanne Möller under 2005. Producent var Anders Wistbacka, redaktör/reporter var Fredrik Pettersen.
Kontroll baserade sin programidé på några ganska nya förhållanden kring datorspelens utveckling:
- Datorspel är underhållning för alla åldrar och båda könen.
- Spelindustrins omsättning är jämförbar med bland annat filmindustrin.
- Tävlingar i vissa datorspel (bland annat Counter-Strike) omsätter betydande ekonomiska belopp,[3] så även försäljning av virtuell egendom i många MMORPG:er.
- Sverige tillhör världseliten i spelproduktion och tävlingar.

Kontroll innehåller reportage om spelbranschens och kända speltitlars utveckling, intervjuer och recensioner.